# Sowieński Młyn
Sowieński Młyn [sɔˈvjɛɲski ˈmwɨn] là một khu định cư ở khu hành chính của Gmina Sianów, thuộc huyện Koszalin, Zachodniopomorskie, ở phía tây bắc Ba Lan. Nó nằm khoảng 14 kilômét (9 mi) phía đông Sianów, 21 km (13 mi)     phía đông Koszalin và 154 km (96 mi) về phía đông bắc của thủ đô khu vực Szczecin.
Trước năm 1945, khu vực này là một phần của Đức. Đối với lịch sử của khu vực, xem Lịch sử của Pomerania.
Khu định cư có dân số 25 người.